# Camillo Renato
Paolo Ricci, connu sous le pseudonyme de Camillo Renato (né v. 1500 à Palerme, en Sicile et  mort v. 1575 à Caspano, une frazione de Civo, en Lombardie) est un franciscain, devenu anabaptiste et antitrinitaire italien.

## Biographie
Hérétique, devenu anabaptiste et antitrinitaire, Paolo Ricci prend plusieurs pseudonymes et se nomme ainsi successivement : Lisia Fileno (en latin : Lysias Paulus Riccius Philaenus), Fileno Lunardi, et enfin Camillo Renato.